# Марсейет
Марсейе́т (фр. Marseillette) — коммуна во Франции, находится в регионе Лангедок — Руссильон. Департамент коммуны — Од. Входит в состав кантона Капандю. Округ коммуны — Каркасон.
Код INSEE коммуны — 11220.

## Население
Население коммуны на 2008 год составляло 694 человека.
| 1962 | 1968 | 1975 | 1982 | 1990 | 1999 | 2008 |
| ---- | ---- | ---- | ---- | ---- | ---- | ---- |
| 721  | 748  | 647  | 606  | 645  | 678  | 694  |

## Экономика
Основу экономики составляет виноградарство. В коммуне также выращивают яблоки и рис.
В 2007 году среди 427 человек в трудоспособном возрасте (15—64 лет) 304 были экономически активными, 123 — неактивными (показатель активности — 71,2 %, в 1999 году было 66,2 %). Из 304 активных работали 257 человек (136 мужчин и 121 женщина), безработных было 47 (24 мужчины и 23 женщины). Среди 123 неактивных 22 человека были учениками или студентами, 66 — пенсионерами, 35 были неактивными по другим причинам.